# 龍宝寺 (台東区蔵前)
龍宝寺（りゅうほうじ）は、東京都台東区にある天台宗の寺院。なお、約200メートル北の同区寿にも同名の寺がある。この寺は浄土宗の寺院である。かつての旧地名では、両寺とも「栄久町」であったことから、混同を避けるため、当寺は宗派名を冠し「天台龍宝寺」とも呼ばれている。

## 歴史
1599年（慶長4年）、豪海によって開山された。豪海は慈眼大師天海の法兄にあたる僧侶である。元々は神田駿河台に位置していたが、後に現在地に移転した。
かつては約3,000坪の境内を有する大寺院であったが、次第に寺運衰微し、特に明治以降は大幅に境内を縮小し、現在に至っている。
本尊は如意輪観世音菩薩である。豪海が宇治平等院から請来したものという。現在は秘仏となっており、40年に一度開帳が行われる。
当寺は川柳の実質的創始者で、その語源となった柄井川柳の墓があることから、別名「川柳寺」とも呼ばれている。

## 文化財
- 初代柄井川柳墓（東京都旧跡 昭和30年3月28日指定）[3]

## 交通アクセス
- 蔵前駅A6出口より徒歩5分（経路案内）。